# Aukštaitija Nemzeti Park
Az Aukštaitija Nemzeti Park (litvánul: Aukštaitijos nacionalinis parkas) egy nemzeti park Litvánia északkeleti részén, Vilniustól mintegy 100 km-re északra. Az 1974-ben alapított nemzeti park Litvánia öt nemzeti parkja közül a legrégebbi. Eredetileg Litván SZSZK Nemzeti Parknak nevezték el, hogy hangsúlyozzák, hogy ez volt az első ilyen park a tagköztársaságban. 1991-ben négy másik parkot is létrehoztak, amelyeket Litvánia néprajzi régióiról neveztek el. A parkot Aukštaitija után nevezték át.
A park területe 410,56 km², a terület mintegy 50%-át az Ignalina járási önkormányzat ellenőrzi, míg Utena és Švenčionys kerületi önkormányzatokhoz 25% tartozik. A szigorúan védett területek a park területének 2,1%-át foglalják el, ide csak a park alkalmazottjának kíséretében lehet belépni. A nemzeti park területének több mint 70 százalékát erdő borítja. Az erdők 80 százaléka fenyőerdő, némelyikük 200 évesnél is idősebb. 64 növényfaj, 8 gombafaj és 48 madárfaj él itt, amelyek szerepelnek Litvánia Vörös Könyvében. A park híres a biológiai sokféleségéről: Litvánia összes növényfajának 59%-a megtalálható itt, bár Litvánia területének kevesebb mint 1%-át foglalja el. 

## Története
1960-ban Česlovas Kudaba professzor közbenjárására létrehozták a 9030 hektáros Ignalina Tájvédelmi Területet. A közelben, az Ažvinčiai-erdőben jelölték ki a 4200 hektáros Ažvinčiai Botanikai-Zoológiai Rezervátumot. 1974. március 29-én alapították meg a Litván SZSZK Nemzeti Parkját, amely az Ignalina és az Ažvinčiai rezervátumot foglalta magába a szomszédos területekkel és néprajzi falvakkal együtt. Ez volt a harmadik nemzeti park a Szovjetunióban ( az észt Lahemaai Nemzeti Park és a lett Gauja Nemzeti Park után). A park tervét az Építőipari és Építészeti Intézet munkatársainak egy csoportja dolgozta ki (V. Stauskas építész vezetésével). A parkot 1989-ben átkeresztelték Aukštaitija Nemzeti Parkra.

## Földrajza

A nemzeti park térképe

### Fekvése
A park Kelet-Litvániában, Ignalina, Švenčionys és Utena településeken található. Az igazgatóság székhelye Palūšėban található. A parkhoz legközelebb eső két település Ignalina (a park határától 1 km-re) keletről és Švenčionėliai (a park határától kb. 4,5 km-re) délről, valamint Kaltanėnai település, magának a parknak a déli részén. A parkot délnyugatról a Švenčionėliai–Utena-vasútvonal szeli át. A parkból autóutak vezetnek Utenán, Molėtain, Švenčionėliain és Ignalinán keresztül Švenčionys és Visaginas felé.
A park 3 földrajzi terület találkozásánál fekszik: az idősebb Švenčionys-Narutis morénás fennsíkot és a fiatalabb Aukštaičiai fennsíkot a homokos Žeimena-síkság választja el egymástól. A felszín nagyon hullámos és változatos (jellemző tengerszint feletti magassága 155 m). Jellemző talajok a glaciális, glaciális mocsári, karbonátos tőzeg, glaciális tőzeg, alluviális és mocsári talajok.
A Ladakalnis egy 176 méter magas domb, amely a Sziliniszkek vonulata fölé magasodik, és mindkét oldalról úgy néz ki, mint egy sárkány gerince, ameddig a szem ellát. Úgy tartják, hogy ezen a dombon egykor áldozatokat mutattak be az élet ősi istennőjének (Ladának vagy a Nagy Anyának), aki az egész világot megszülte. A domb védett geomorfológiai képződmény, emellett a tetejéről csodálatos panoráma nyílik, egyszerre 6 tóra nyújt rálátást, így népszerű túracélpont.

### Vizek
126 tó található itt elszórva az erdők és a dombok között. Sokukat kisebb vízfolyások és patakok kötik össze, és népszerű célpontjai a kajakosoknak. A park több mint negyven évvel ezelőtti létrehozása óta a vízi turizmus infrastruktúrája jól kiépült. Számos olyan hely van, ahol csónakokat és kajakokat lehet bérelni, és ahol éjszakázni is lehet. A tavak a park 59,30 km²-es (azaz 15,5%-os) területét foglalják el. A tavak közül a legnagyobb a Kretuonas tó (8,29 km²). Itt található a Tauragnas is, amely 62,5 méteres mélységével Litvánia legmélyebb tava. Az 1 km²-nél nagyobb tavak száma 14, míg 6 darab tó 0,5 és 1 km² közötti, 35 pedig 5 és 50 hektár közötti. A többi 5 hektárnál kisebb, és a szukcesszió miatt néhány fokozatosan mocsárrá alakul.
A Baluošas tó hét szigetet tartalmaz, amelyek közül az egyiknek saját kis tava van. Ebből a tóból egy kis patak folyik a Baluošasba, ami egyedülállóvá teszi Litvániában. A leghosszabb folyó a Žeimena (22 km folyik a parkban, teljes hossza 114 km), amelyhez 17 kisebb patak csatlakozik (Kiauna, Kretuona, Švogina, Būka, Tauragna, Srovė, Minčia stb.). A vizes élőhelyek területe mintegy 2000 hektár (Pliauše, Minča stb.). A folyóhoz tartozik a park teljes vízgyűjtő területe; vize rendkívül tiszta, és a Nerisbe ömlik.

## Kulturális értékek

### Régészeti emlékek
A parkban 106 régészeti és építészeti emlék található. Itt találhatók a 12-15. századi északkelet-litvániai védelmi vonal maradványai a Taurapilis, Ginučiai, Puziniškis, Linkmenų, Vajuonis és más domberődökkel, a rėkučiai ősi őrtorony, Kretuonas egyedülálló régészeti komplexuma, Minčia, Vyžiai, Šakarva, Palūšė, Kaltanėnai, Šventas, Vaišniūnai és más földvárk, valamint egyéb kőkori települések. 
A szúrópróbaszerű ásatások leletei azt mutatják, hogy a területet körülbelül 9000-8000 évvel ezelőtt már lakták. Bőségesebb leletek Kr.e. 3000 körülről származnak. Úgy tartják, hogy a legrégebbi litván települések ezen a területen jöttek létre. A 4. és 12. század közötti időszakból 45 temetkezési helyet tártak eddig fel. A lelőhelyeken közel 400 tumulus található, ezek általában néhány méter átmérőjűek, de a legnagyobb 20 méteres. A Kretuonas tó körül rengeteg régészeti leletet találtak: ősi településeket, több mint 300 sírhalmot és egy hosszú védősáncot. Ez a második legnagyobb temetkezési domb Litvániában. A halomsírokat általában kőgyűrű vagy sekély árok veszi körül. Az embereket olyan tárgyakkal együtt temették el, amelyekre a túlvilágon szükségük lehetett: ékszerek, szerszámok, fegyverek, sőt lovak is előkerültek már. A parkban 11 dombtetőn kiépített földvár is található.

### Néprajzi emlékek
A parkban 116 falu található, amelyek többsége mindössze csak néhány tanya csoportja. A lakosságszám is alacsony, alig 2300 ember él itt. Szalai II, Varniškės II, Vaišnoriškės, Šuminai, Strazdai, Kretuoniai és Benediktavas néprajzi falvak megőrizték a falusi épületek régi szerkezetét. Kretuoniai, Ginučiai, Šakališkės, Meironiiai utcai falvak, Kaltanėnai városa, a régi vízimalmok és a Palūšė fatemplom építészeti komplexuma érdekes. Figyelmet érdemel a reškutėnai falusi iskola néprajzi múzeuma, a stripeikiai ősi méhészet múzeuma. 
Az első falvakat a 14. században említik (Vilnius, Litvánia fővárosa is csak 1323-ban szerepel először írásos forrásokban). A falvak közül a leghíresebb Palūšė, ahol a nemzeti park igazgatósága is található. Az 1750-ben épült templomot Litvánia legrégebbi fennmaradt fatemplomának tartják, és az 1 litas bankjegy hátoldalán is szerepelt. Stripeikiai a park legrégebbi faluja, amely ma az egyedülálló litván Ősi Méhészeti Múzeumáról ismert. Ginučiai egy másik híres falu, a turistákat pedig a 19. századi vízimalma vonzza. Mivel egyike azon kevés malmoknak, amelyeknek még megvan az eredeti mechanizmusa, mérnöki műemlékké nyilvánították. A közelben két országos jelentőségű földvár található. Kaltanėnai 300 lakosával a legnagyobb falu a környéken.
Šuminaiban forgatták az 1972-es klasszikus litván filmet a törvényen kívüli és nemzeti népi hős Tadas Blindáról. Ezt és még öt másik falut nyilvánítottak építészeti műemlékké.

## Galéria

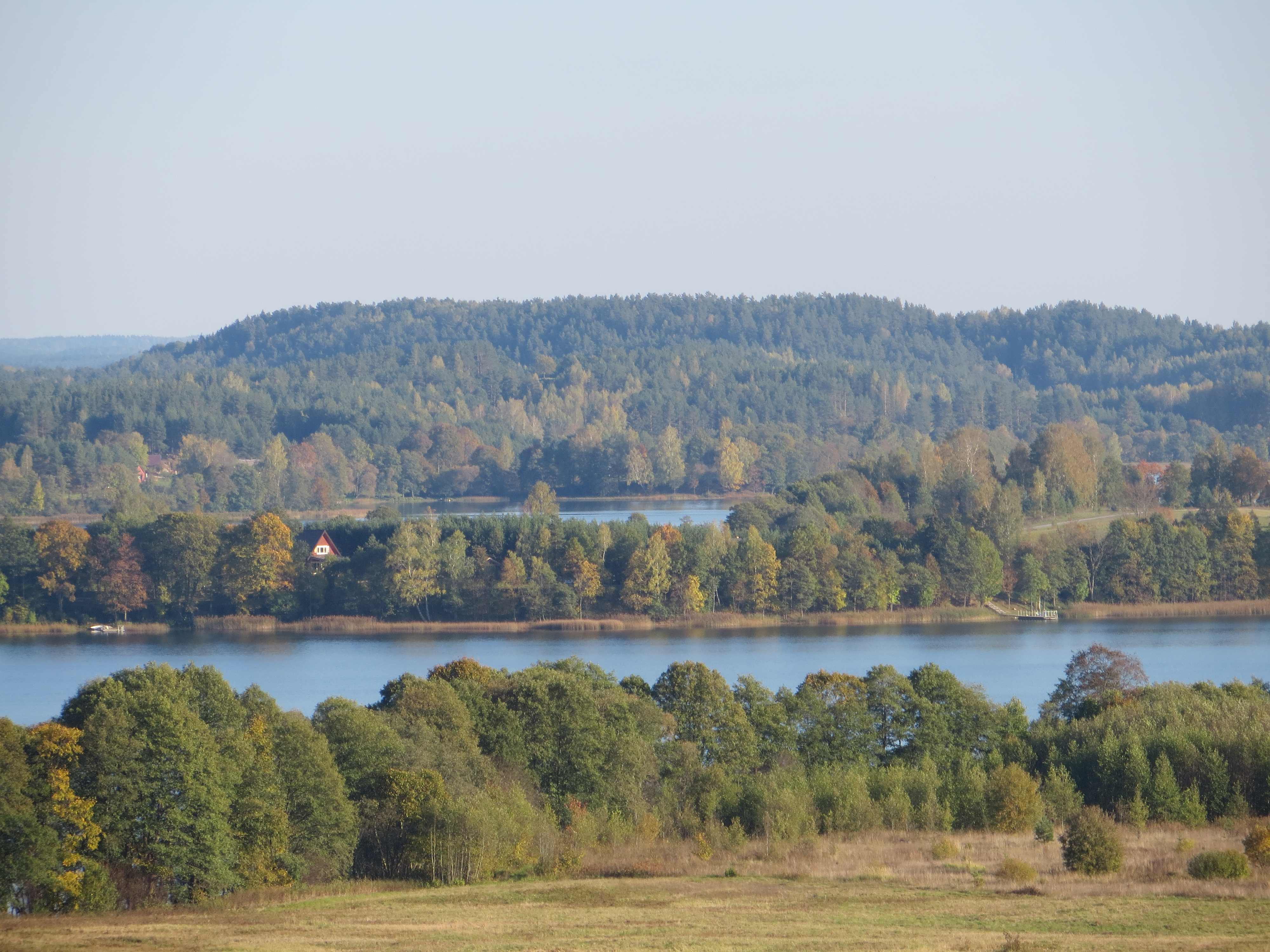
Kilátás a Kirdekiai és a Parkasas tóra
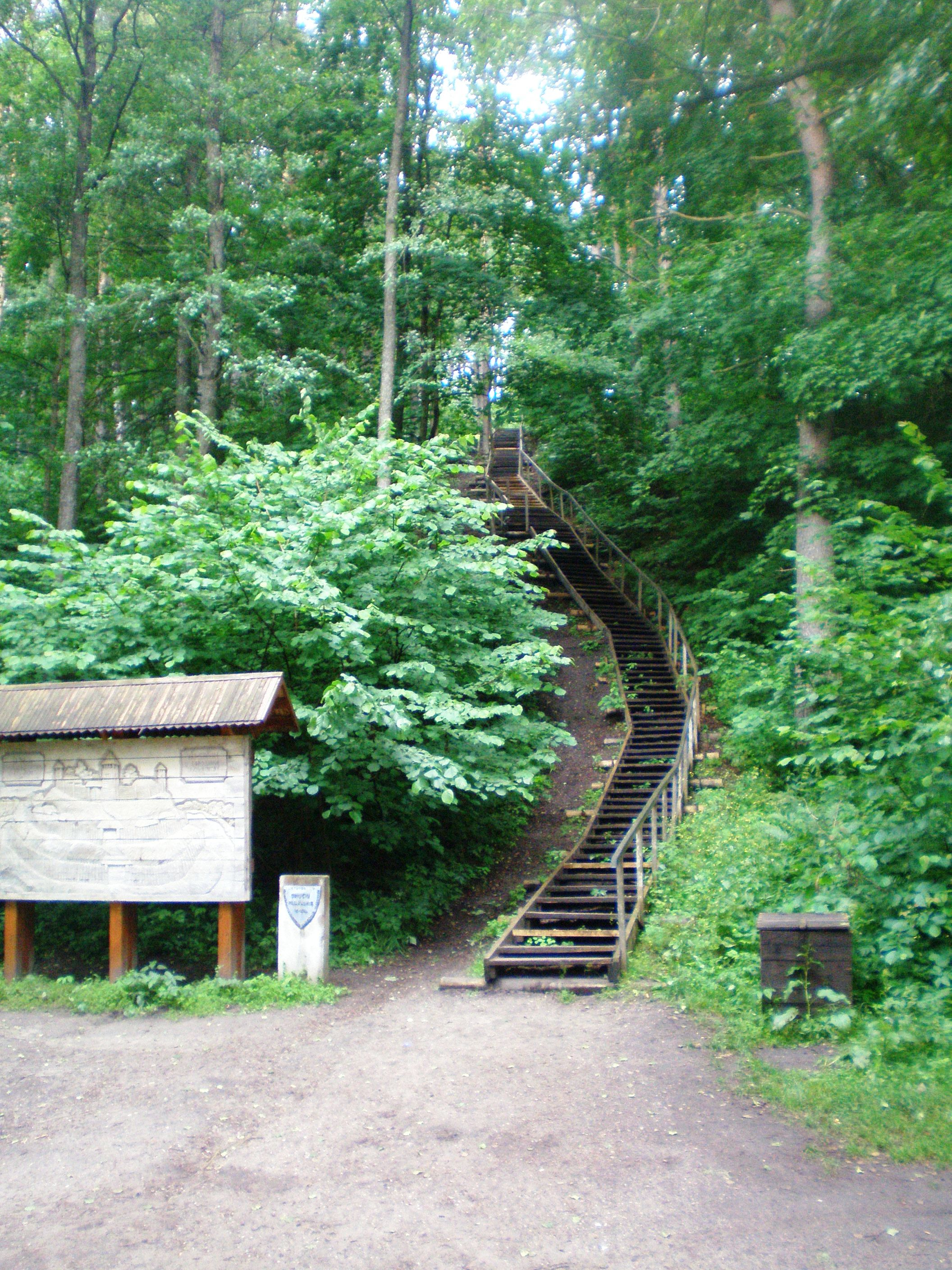
Ginučiai földvárának maradványa
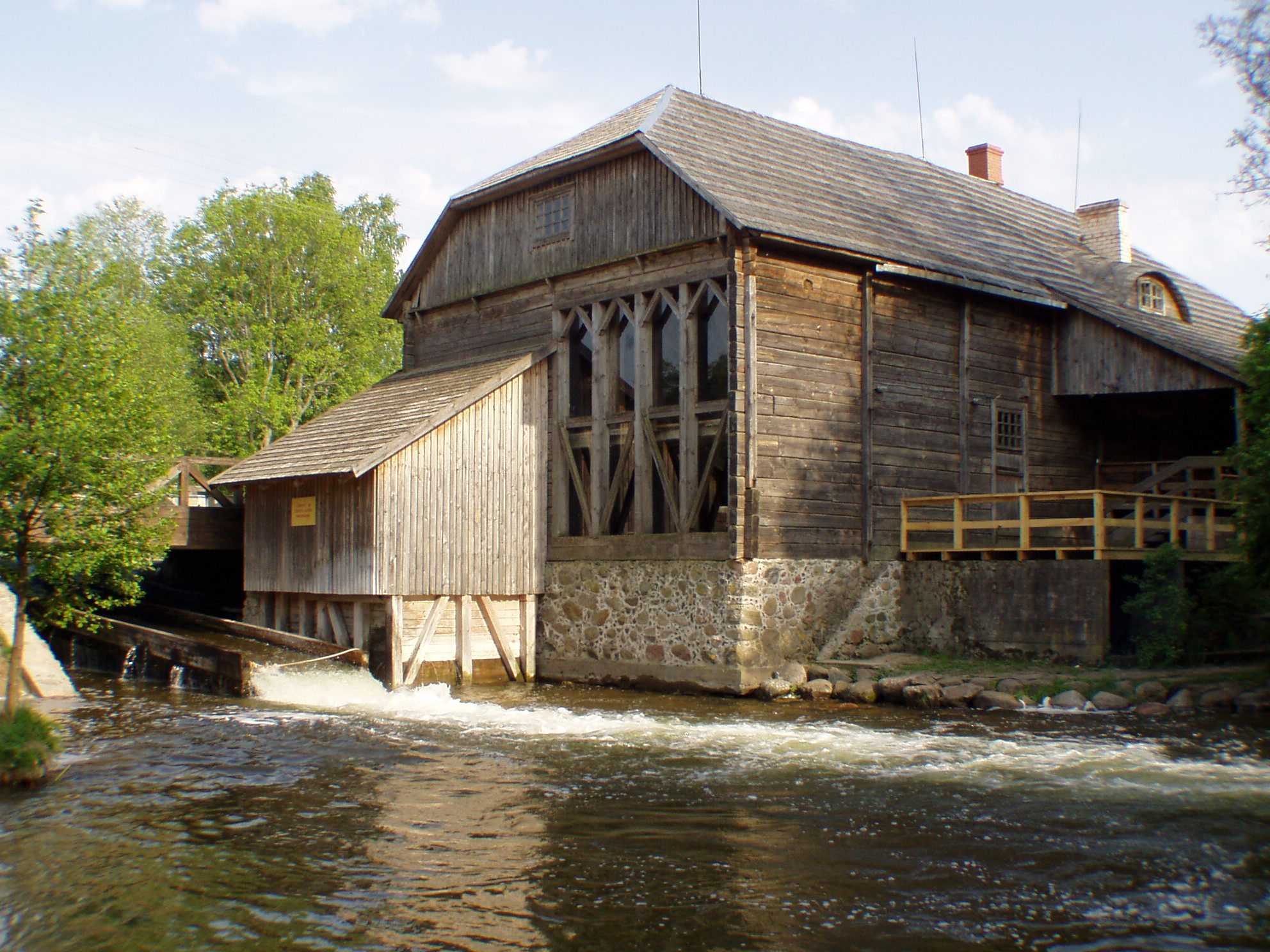
Ginučiai vízimalma
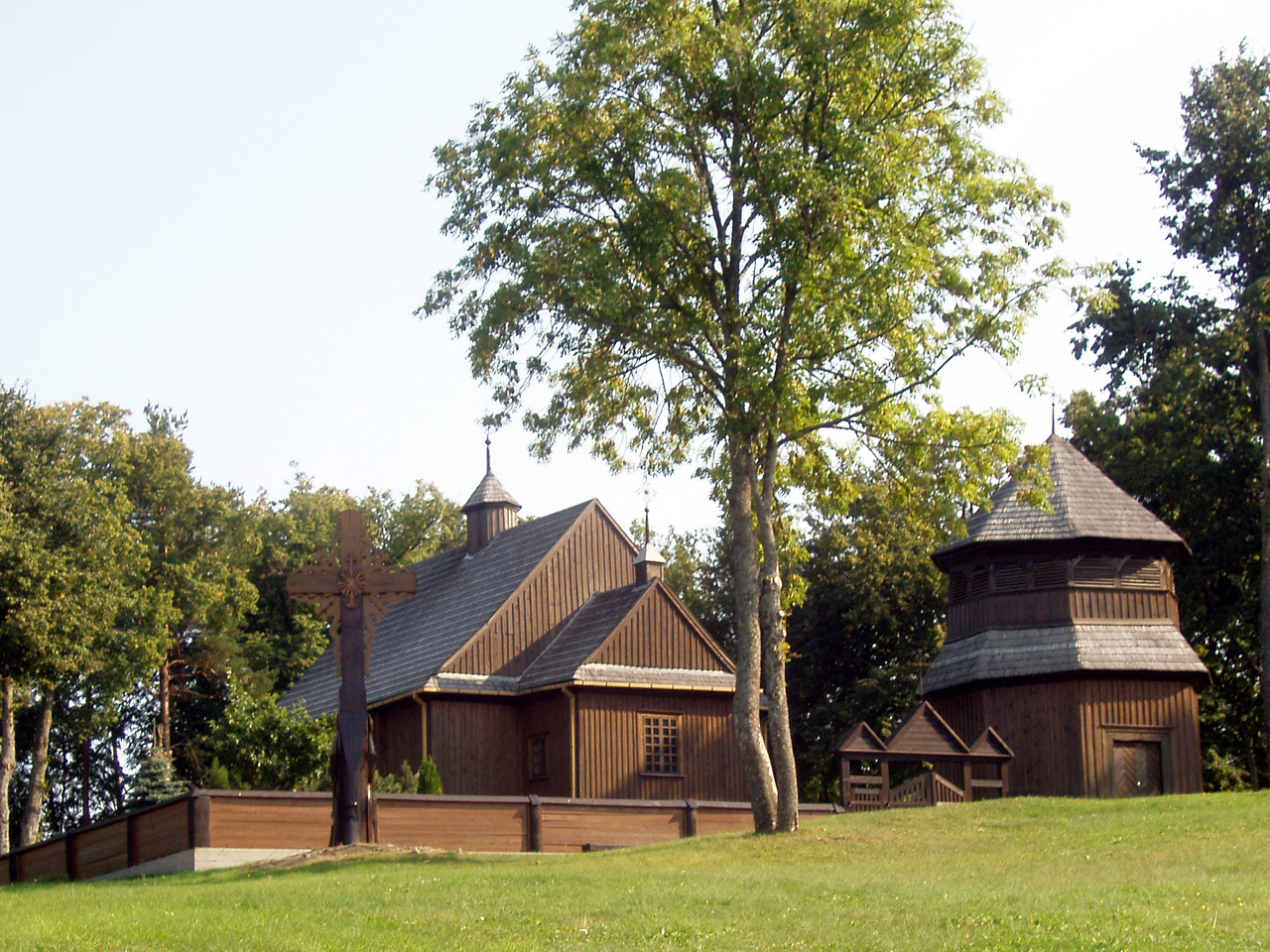
Palūšė híres fatemploma
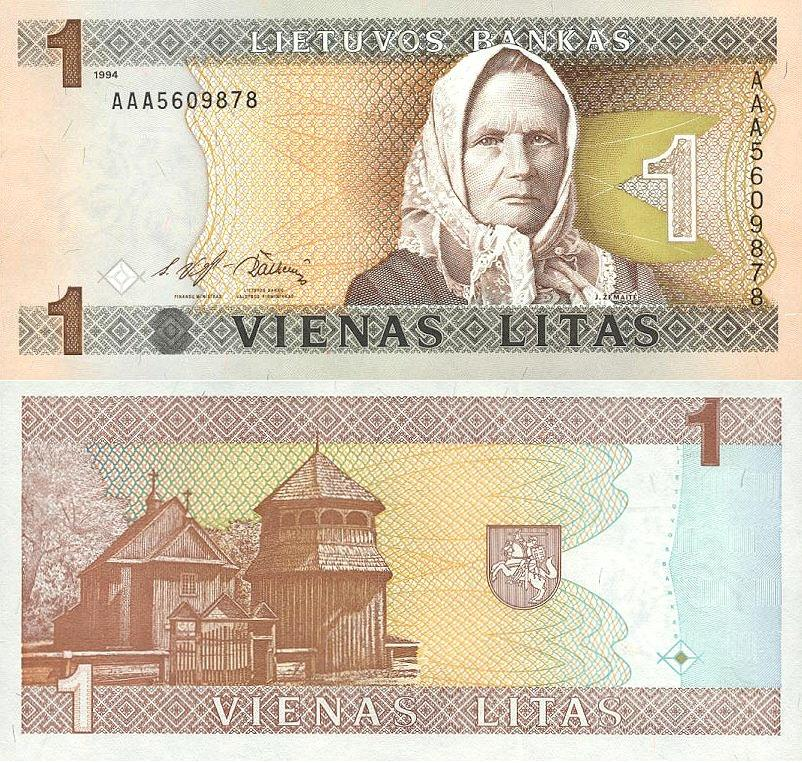
A templom z 1994-es 1 litas bankjegyen
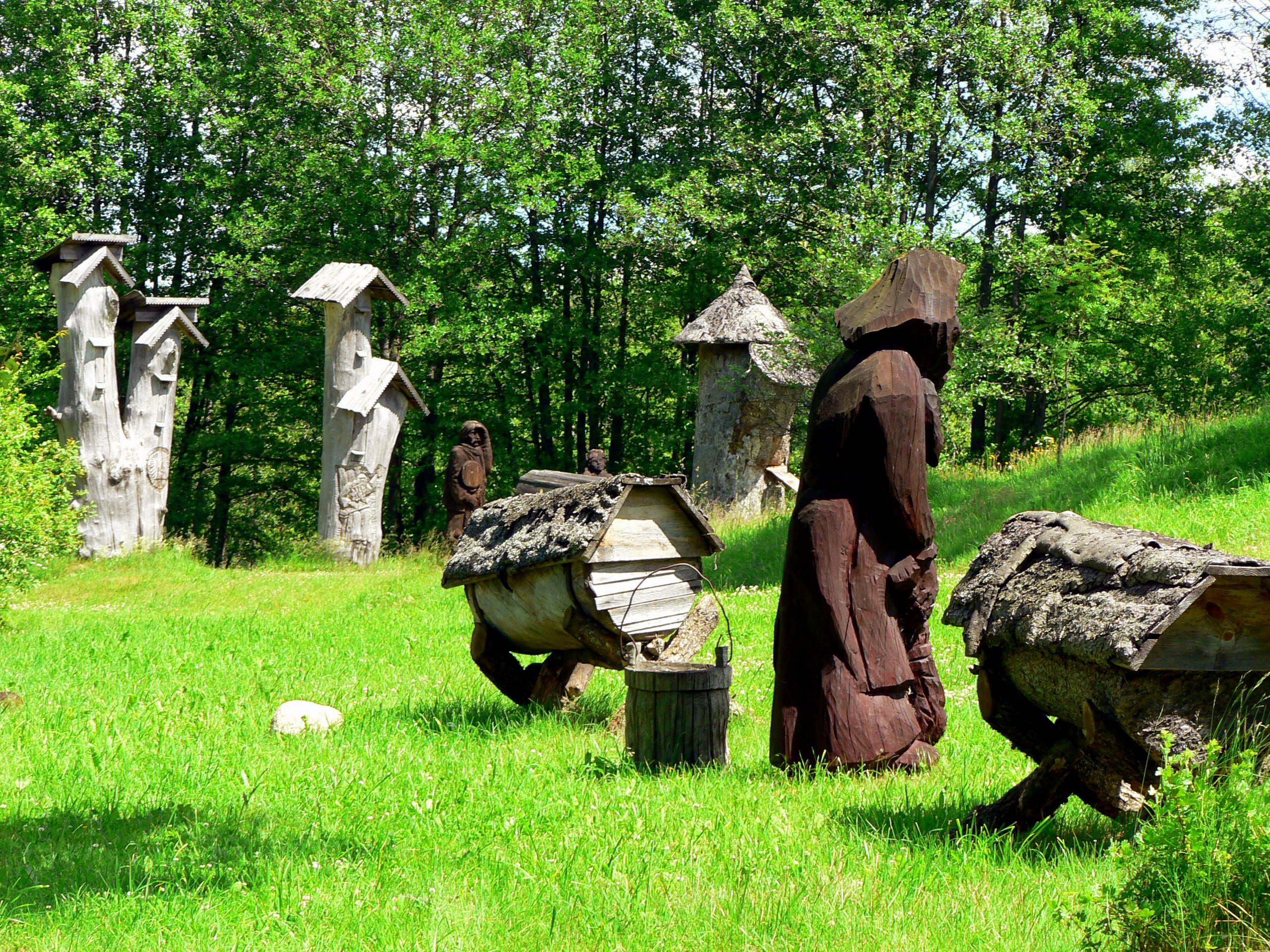
Stripeikiai méhészeti múzeum és skanzenje

## Fordítás
- Ez a szócikk részben vagy egészben  az   Aukštaitijos nacionalinis parkas című litván Wikipédia-szócikk ezen változatának fordításán alapul.  Az eredeti cikk szerkesztőit annak laptörténete sorolja fel. Ez a jelzés csupán a megfogalmazás eredetét és a szerzői jogokat jelzi, nem szolgál a cikkben szereplő információk forrásmegjelöléseként.
- Ez a szócikk részben vagy egészben  az   Aukštaitija National Park című angol Wikipédia-szócikk ezen változatának fordításán alapul.  Az eredeti cikk szerkesztőit annak laptörténete sorolja fel. Ez a jelzés csupán a megfogalmazás eredetét és a szerzői jogokat jelzi, nem szolgál a cikkben szereplő információk forrásmegjelöléseként.